# Psychologia indywidualna
Psychologia indywidualna – synonim psychologii różnic indywidualnych, lub koncepcja opisu teorii osobowości sformułowana przez Alfreda Adlera. Alfred Adler uznawał poczucie mniejszej wartości (niższości) za zasadniczy czynnik kształtujący osobowość człowieka, determinujący zachowanie oraz prowadzący do dążeń kompensacyjnych w społeczeństwie.

## Historia
W 1911 r. Adler założył „Towarzystwo wolnych badań psychoanalitycznych”, a następnie w roku 1912 zmienił nazwę jego nazwę na Towarzystwo psychologii indywidualnej. Alfred Adler uważał, że czynniki społeczne i otoczenie są ważne dla indywidualnego dobrostanu. Podstawowe zasady psychologii indywidualnej zostały przedstawione w książce The Neurotic Character, opublikowanej w 1912 roku. Adler stosował określenie „psychologia indywidualna”, ponieważ po badaniach doszedł do wniosku, że silne wpływy społeczne wywierają wyraźny wpływ na każdą osobę.

## Teoretyczne podstawy
U podstaw teorii leży psychologia dziecka. W nurcie tym sugeruje się, że aby zrozumieć i wytłumaczyć zachowanie i charakter człowieka należy sięgnąć do jego najwcześniejszego dzieciństwa. Okres najwcześniejszego dzieciństwa stanowi podstawę (według Adlera) nie tylko dla psychologów zajmujących się bezpośrednio dziećmi ale też dla tych, którzy zajmują się ludźmi dorosłymi. Dziecko jest istotą bezbronną, narażoną na szereg niebezpieczeństw. Jest też bezwolne i poddane wpływom środowiska. Nie ma ani siły ani świadomości by decydować same o sobie. To wszystko oraz inne czynniki sprawiają, że dziecko czuje niższość w stosunku do dorosłych. Normalną reakcją jest więc chęć przezwyciężenia tej niższości. Jednak działa tu paradoks, gdyż dziecko będąc uzależnionym od dorosłych i słabym jest równocześnie w pewny sposób nadrzędne, ponieważ swoją słabością może wymuszać na dorosłych określone zachowania (na przykład dziecko wymuszające płaczem uwagę, pokarm, pieszczotę itd. już we wczesnym dzieciństwie). 
Pojawiają się więc dwie postawy:
- Pierwsza: postawa dziecka chcącego przezwyciężyć słabość za pomocą gromadzenia wiedzy, siły, umiejętności, niezależnego, dążącego do usamodzielnienia. Taki osobnik chce pokazać, że jest godny równania się z dorosłymi, a często wręcz, że jest od dorosłych lepszy.
- Druga postawa: postawa dziecka wykorzystującego dla zdobycia tego, czego pragnie, swojej słabości.

Od najwcześniejszego stadium rozwoju mamy też do czynienia z celowością nieuświadomioną. Dziecko obiera sobie pewien cel. Zwykle cel ten zamyka się w obrębie zdobycia znaczenia i mocy, co jest uwarunkowane poczuciem niższości w stosunku do dorosłych. 

## Zasada celowości
W psychologii indywidualnej Adlera bardzo dużą rolę odgrywa założenie celowości. Przyjmuje się za zasadę, że wszystkie przejawy życia psychicznego człowieka posiadają określony cel. Zwykle jest to cel główny, obrany już w okresie wczesnego dzieciństwa i konsekwentnie, nieuświadomienie realizowany za pomocą stylu życiowego. Na tej podstawie (na zasadzie celowości) opiera się sposób badania jednostki przez psychologa indywidualnego. Styl życiowy kształtuje się wyraźnie już między 4 a 5 rokiem życia. Dziecko wypracowuje sposoby radzenia sobie z rzeczywistością, uzyskiwania tego, czego chce i stosuje je później przez całe życie. Powstają szablony zachowań powielane w każdej sytuacji, które składają się na styl życiowy danego osobnika. Aby określić styl życiowy, co jest podstawą zrozumienia jednostki i owocnego badania, należy zanalizować możliwie najbardziej odległe i najbardziej zróżnicowane przeżycia pacjenta. Wśród tej różnorodności zachowań i sytuacji trzeba wykryć ową celowość: określić cel i sposoby osiągania go wspólne dla wszystkich momentów życia. Nie zawsze, a nawet często nie jest to łatwe zadanie, gdyż psychologia indywidualna zakłada zajmowanie się człowiekiem jako zamkniętą, niepodzielną całością. Na to wskazuje już nazwa: indywiduum – niepodzielna jednostka, całość. Dlatego tak ważne staje się określenie celu danej jednostki. Pozwala to na zrozumienie wielu zjawisk zachodzących w jej psychice i wyjaśnieniu jej zachowań i motywów jakie nią kierowały.  
Psychologia indywidualna zakłada również, że człowiek posiada wrodzony instynkt społeczny. Twierdzenie to opiera się na obserwacjach przemawiających za tym, że człowiek nie rozwija się pomyślnie poza społeczeństwem. 

## Zobacz
- Psychologia społeczna
- Psychologia różnic indywidualnych

## Linki
- Alfred Adler - ojciec psychologii indywidualnej;
- The Neurotic Constitution